# Сріблянка (рід)
Сріблянка чи Аргентина (Argentina) — рід риб родини Argentinidae.
Риба, що має дуже помірну здатність до відтворення потомства, незважаючи на те, що вона з березня по травень метає від трьох до семи з половиною тисяч чималих за розміром ікринок, які добре розвиваються на глибині від трьохсот до чотирьохсот метрів.
Мешкає риба аргентина у європейського та американського узбережжя Атлантики, в Тихому та Індійському океанах. Її можна зустріти біля берегів Північної Норвегії. Росте ця рибка дуже неспішно. Наприклад, вона досягає середньої своєї довжини в шістдесят сантиметрів тільки до двадцятип'ятирічному віком. Її статева зрілість настає лише на десятому — дванадцятому році життя.
Риба аргентина глибинна, тому повноцінне життя для зграї забезпечує придонна частина океану, що має глибину в середньому від ста п'ятдесяти до шестисот метрів і більше. Судити про глибини проживання зграї можна за знайденими в кишечнику риб залишкам дуже глибоководних видів планктону. Харчуванням їй служать численні безхребетні, які нам знайомі як видобуваються в море продукти — це кальмари, рачки.
За уловів риба аргентина не буває чемпіоном. Можливо, це пов'язано з незначною плодючістю, дуже повільним зростанням і пізнім терміном статевого дозрівання, а також з проживанням на дуже великих глибинах. Назва її не має відношення до однойменної країні, воно перекладається, як «срібляста», тому наші рибалки здавна називають її серебрянкой, а в деяких російських поморських районах її кличуть золотий корюшкою. Середні її розміри в уловах в американських берегів досягають від двадцяти п'яти до сорока сантиметрів при вазі в двісті — шістсот грамів. З океанських глибин, наближених до європейського континенту, професійні рибалки виловлюють її довжиною в півметра і вагою до одного кілограма.
Риба аргентина — це дуже корисний дієтичний продукт, що містить всього два відсотки жиру і до двадцяти відсотків білків. Консистенція м'яса дуже ніжна, а смак приємний. Рибальські шхуни відловлюють її суто для харчових цілей: кулінарії, копчення, консервування. На ринок вона надходить частіше в свіжозамороженому вигляді як напівфабрикати або цілком. Вона смачна і смажена, і запечена, тому не можна не згадати хоч один рецепт з нею.

## Види
- Argentina silus — Аргентина північноатлантична (відома також як «золота корюшка»)